# موليندو
موليندو (بالإنجليزية: Mollendo)‏ هي مدينة، تتبع إقليم أريكيبا، هي عاصمة Islay province ‏، وMollendo District ‏، بلغ عدد سكانها 28305 نسمة.

## أعلام
- حزقيال كارلوس بيلو